# Perth Challenger
Il Perth Challenger è stato un torneo professionistico di tennis giocato su campi in cemento. Faceva parte dell'ATP Challenger Series. Si giocava annualmente a Perth in Australia.

## Albo d'oro

### Singolare
| Anno       | Campione          | Finalista       | Punteggio     |
| ---------- | ----------------- | --------------- | ------------- |
| 1981       | John Fitzgerald   | Syd Ball        | 6–2, 6–2      |
| 1982       | Eddie Edwards     | Craig A. Miller | 6–3, 6–2      |
| 1983       | Wally Masur       | Juan Farrow     | 6–2, 4–6, 7–6 |
| 1984       | Brian Levine      | Lloyd Bourne    | 6–1, 6–2      |
| 1985- 1991 | Non disputato     | Non disputato   | Non disputato |
| 1992       | Kent Kinnear      | David Adams     | 6–2, 6–4      |
| 1993       | David Adams       | Peter Moraing   | 6–3, 7–5      |
| 1994       | Ján Krošlák       | Kent Kinnear    | 6–1, 6–2      |
| 1995       | Andrew Ilie       | Michael Geserer | 7–6, 6–4      |
| 1996       | Richard Fromberg  | Steven Downs    | 6–0, 6–3      |
| 1997       | Wayne Arthurs     | Todd Larkham    | 7–5, 7–6      |
| 1998       | Lleyton Hewitt    | Mark Draper     | 6–4, 6–4      |
| 1999       | Paul Kilderry     | Dejan Petrović  | 6–4, 6–4      |
| 2000       | Non disputato     | Non disputato   | Non disputato |
| 2001       | Vasilīs Mazarakīs | Jamie Delgado   | 6–2, 6–4      |

### Doppio
| Anno       | Campioni                           | Finalisti                      | Punteggio        |
| ---------- | ---------------------------------- | ------------------------------ | ---------------- |
| 1981       | Syd Ball (1) Cliff Letcher         | Colin Dibley John James        | 3–6, 7–6, 8–6    |
| 1982       | Syd Ball (2) John Fitzgerald       | Brett Edwards Cliff Letcher    | 6–3, 6–3         |
| 1983       | John Benson Chris Johnstone        | Peter Doohan Michael Fancutt   | 3–6, 6–4, 7–6    |
| 1984       | Broderick Dyke John Van Nostrand   | Peter Carter Mark Hartnett     | 6–2, 6–3         |
| 1985- 1991 | Non disputato                      | Non disputato                  | Non disputato    |
| 1992       | Lan Bale David Nainkin             | Andrew Florent Andrew McLean   | 3–6, 7–6, 7–5    |
| 1993       | Paul Kilderry (1) Brent Larkham    | Ben Ellwood Mark Philippoussis | 7–6, 6–3         |
| 1994       | Ben Ellwood Mark Philippoussis     | Wayne Arthurs Neil Borwick     | 7–5, 7–6         |
| 1995       | Joshua Eagle Andrew Florent        | Wayne Arthurs Andrew Kratzmann | 6–4, 6–4         |
| 1996       | James Holmes (1) Andrew Painter    | Grant Doyle Andrew Kratzmann   | 7–5, 6–4         |
| 1997       | James Holmes (2) Paul Kilderry (2) | Lleyton Hewitt Luke Smith      | 6–1, 3–6, 7–6    |
| 1998       | Lleyton Hewitt Paul Kilderry (3)   | Dejan Petrović Grant Silcock   | 6–7, 6–3, 7–6    |
| 1999       | Paul Kilderry (4) Grant Silcock    | Paul Baccanello Josh Tuckfield | 6–4, 7–6         |
| 2000       | Non disputato                      | Non disputato                  | Non disputato    |
| 2001       | Stephen Huss Lee Pearson           | Jordan Kerr Grant Silcock      | 6–3, 4–6, 7–6(1) |